# Renate von Heydebrand
Renate von Heydebrand (* 23. Juni 1933 in Breslau, Provinz Niederschlesien; † 29. September 2011 in Starnberg, Oberbayern) war eine deutsche Literaturwissenschaftlerin.

## Leben
Sie studierte ab 1952 Volkswirtschaftslehre, Germanistik, Philosophie und Anglistik und Soziologie an der Universität Freiburg und der FU Berlin. Sie wurde 1962 an der Universität Münster promoviert. 1963 übernahm sie eine Assistentenstelle an der Universität Münster. Nach der Habilitation 1970 wurde sie 1971 zur außerplanmäßigen Professorin an der Universität Münster ernannt. 1978 wurde sie auf eine ordentliche Professur für Neuere deutsche Literaturgeschichte in München berufen. 1996 trat sie in den Ruhestand.

## Schriften (Auswahl)
- Die Reflexionen Ulrichs in Robert Musils Roman „Der Mann ohne Eigenschaften“. Ihr Zusammenhang mit dem zeitgenössischen Denken. Münster 1966.
- Eduard Mörikes Gedichtwerk. Beschreibung und Deutung der Formenvielfalt und ihrer Entwicklung. Stuttgart 1972. archive.org
- Literatur in der Provinz Westfalen 1815–1945. Ein literarhistorischer Modell-Entwurf. Münster 1983.
- mit Simone Winko: Einführung in die Wertung von Literatur. Systematik, Geschichte, Legitimation. Paderborn 1996.